# 金朝的民族歧視
金朝的民族歧視，是指金朝的女真人統治者在制度、政策方面歧視和壓迫非女真人的一種民族歧視現象。女真人在制度上相較非女真人具有优势，而金朝境內除女真人之外的非女真人被稱為「諸色人」。

## 漢族情況
金國將原辽國统治区內的漢族稱為「漢人」，而原北宋统治区內的漢族稱為「南人」。

### 升遷制度
自金初以來确立的超迁格，是指在政治制度上专门为女真人“超迁官资”而设立的，令女真人相对于非女真人在仕途上获得更快的升迁，即使是在论功行赏的特殊情况下，也有所體现。根據都兴智的统计，以汉进士和女真进士为例，一般情况下，女真进士及第不到20年就可升至三品，而汉进士则需25年到30年乃至更长的时间。根據統計，女真进士最快迁转至宰执，只用17年就可以，而汉进士最快者则要24年，女真进士的平均年数是22.7年，汉进士的平均年数是30.7年，两者相差8年。 可见汉进士进入官僚集团上层要比女真进士缓慢和困难得多。至金宣宗時，因蒙古大军压境，才將女真人与非女真人在官资迁转上的规定一視同仁。

金國統治者對於由宋降金的漢族士人并不信任，所以金國就在1132年创立磨勘法，在政治上对这些漢族士人进行压制。

刘浦江認為金國的猛安谋克人口约占全国总人口的14%，而州县人口占全国总人口的80%以上，他们各自在官员中所占比例分别为41%和59%，由此可见女真人和汉人在入仕比例上的不平衡状况。

根据都兴智先生的统计，金代三品以上官员可考者共627人，其中女真族344人，占总数的一半以上，而所有被统治民族所占比例还不到一半。金國共有宰执158人，其中竟有101人出自女真族，占总数的近三分之二，而且每个时期都占有绝对多数。

### 武举制度
在1214年之前，非女真人应試武举是被禁止的，直到蒙古的威脅之下，金國才被迫容許非女真人应試武举。

### 礼制
在朝廷上，規定非女真人如果着便服就必须采用女真人传统的礼拜仪式，否则即要受到惩罚。

### 法律诉讼
當非女真人在和女真人发生法律纠纷时，無論非女真族有沒有犯錯，即使是非女真族的官员也要解职，所以地方官府对女真人是不具有司法权的。

#### 文化同化
1126年，金國向治下的臣民发布了改俗令：“今随处既归本朝，宜同风俗，亦仰削去头发，短巾、左衽。敢有违犯，即是心怀旧国，当正典刑。”在淮河以北地区纳入統治後，也繼續強迫削发及左衽，所有不達標準的百姓必須處死。
金國在扶植偽齊後，對有關的改俗令稍稍寛容，至1139年廢除偽齊後，再度嚴格執行削发及左衽。

### 土地爭端
女真在滅遼後，曾經三度大規模遷往漢地，第一次在1133年，完顏宗翰將大批女真人遷往黃河以北的漢族地區，第二次在1141年，規模比起上一次更大，囊括河南及陝西地區，第三次在1156年，篡君自立的完顏亮，又一次將女真人遷往漢地，當時大批女真權贵涌入漢族地區果分土地，後来土地遂漸不敷分配，於是在正隆元年二月開始首次括地，范圍是在中都大兴府、山东、河北西路真定府以及中都路平州的闲置土地。同時，金帝國也將中原地區數以十萬計的漢族人遷至上京地區，以充實金源內地，於是松花江以北、嫩江流域及張廣才嶺以東等地區都有漢族人聚居，例如會寧府半數以上的居民是漢族人。
遷往漢族地區的女真人，後來因土地兼并及奢靡之风而導致貧窮化，金世宗為了救济女真人，開始了大規模土地置换及括地，大定十七年至大定二十一年的括地運動令大量汉族百姓的私田被括地官强取豪夺，當時猛安谋克进行了频繁的迁徙，從相对贫瘠的土地遷往肥沃的耕地。至金章宗時亦有括地運動，而且規模比之大定年間更大，比如1200年的一次括地就得到了「三十餘萬頃」，相較北宋时各类官田总数仅三十二万余顷，入金時稍為增加，金國在此基礎上再增加三十餘萬頃地，增幅驚人，比清初圈地的总数还多，這次括地令广大汉族百姓对女真人生出刻骨仇怨。
金國多次括地，致使百姓流离失所，另外，女真人的狩猎習慣所需圈占的围场和牧地，也引致女真人与汉人之间的土地争端，比如金國皇帝捺钵围猎要占用大量田地，將都城至捺钵地的沿途道路两侧被辟为猎地。而且女真人的畜牧活动经常恣意侵害民田。
土地争端令女真與漢這兩個民族的關係惡化，在彼來金廷遭受蒙古入侵時，深受括地之害的山東爆發了红袄军起义，目的是「仇撥地之酷，睚眥種人，期必殺而後已。」，「種人」是指女真人。

#### 经济
針對不同民族，租收負擔也有所不同，女真人每亩平均0.12升至0.25升，非女真人為平均每亩5.3升。

盐课居金國财政收入首位，而各地盐价的差别很大，1198年七盐司的盐价分別山东、沧州、宝坻每斤42文；西京每斤28文；解州每斤25.6文；辽东、北京每斤15文，山东、沧州、宝坻三盐司的行盐范围主要在河北、河南及山东，这些地区的居民多为汉族百姓，所以盐价最高。西京、解州二盐司的行盐区域虽有不少汉人，但猛安谋克民户也不少，所以盐价就低了很多。辽东、北京二盐司行盐区内的居民以猛安谋克户为主，所以盐价最低。由此可见汉族人民所承受的盐课比猛安谋克户要高得多，这是与金代的民族歧视政策的體現。

## 渤海族情況
渤海族的地位仅次女真族，因為他们都同为靺鞨人的后裔，渤海源于粟末靺鞨，女真出自黑水靺鞨。金國统治者对两民族间的同源关系非常看重，將這種关系视为怀柔渤海人的方法。在大定后期，渤海族集团因為卷入了皇室内部的继承权之争，失败後遭到女真统治者的排斥。

## 契丹族情況
在反遼戰爭中，很多契丹人投降金國，為女真滅遼國出力，所以金初的契丹族的地位要高于“汉人”和“南人”，直至正隆年间因海陵王南征而強制契丹人參軍，於是发生了契丹人起义，導致女真與契丹的關係迅速惡化，契丹起义被平定後，金世宗將參與叛亂的契丹猛安谋克被打散分隶女真猛安谋克。金世宗與廷臣談及契丹人問題時說“海陵时，契丹人尤被信任，终为叛乱，群牧使鹤寿、驸马都尉赛一、昭武大将军术鲁古、金吾卫上将军蒲都皆被害。赛一等皆功臣之后，在官时未尝与契丹有怨，彼之野心，亦足见也。”尚书右丞唐括安礼回答说：“圣主溥爱天下，子育万国，不宜有分别。”世宗又說：“朕非有分别，但善善恶恶，所以为治。异时或有边衅，契丹岂肯与我一心也哉？”

後來在蒙古威脅之下，金國为了防患於未然而加强了对契丹的控制，不過并未能成功控制契丹人，後來契丹人耶律留哥起兵反金，就引蒙古為外援。

## 評價
刘祁：“大抵金国之政，杂辽宋非全用本国法，所以支持百年。然其分别蕃汉人，且不变家政，不得士大夫心，此所以不能长久。”

元好问：“金朝官制，大臣有上下四府之目，自尚书令而下，左右丞相、平章政事二人为宰相，尚书左右丞、参知政事二人为执政官。凡在此位者，内属、外戚，与国人有战伐之功、豫腹心之谋者为多；潢之人，以阀阅见推者次之；参用进士，则又次之。其所谓进士者，特以示公道、系人望焉尔。轩轾之权既分，疏密之情亦异。”

忽必烈问：“或云辽以释废，金以儒亡，有诸？”张德辉答：“辽事臣未周知，金季乃所亲见，宰执中虽用一二儒臣，餘则武弁世爵，若论军国大计，又皆不预。其内外杂职，以儒进者三十之一，不过阅簿书、听讼理财而已。国之存亡，自有任其责者，儒何咎焉！”

## 相關
- 紅襖軍
- 四等人
- 首崇滿洲